# Die Ärzte
Die Ärzte е пънк-рок група от Берлин, Германия.
Тя е сред най-успелите комерсиално германски музикални групи, до днес е продала повече от 23 милиона броя от албумите си. Музикантите се определят иронично като Най-добрата група на света.
Die Ärzte е основана 1982 г., а между 1989 и 1993 музикантите временно се разделят. От 1993 г. в групата се състои от Фарин Урлауб, Бела Б. и Родриго Гонзалес.

## История на групата

### 1982 – 1986: основаване
Бела и Фарин се запознават на 4 март 1981 г. в дискотека „Ballhaus Spandau“ в Берлин. Пънк групата, в която Бела участва, се нарича Soilent Grün (солидно зелено), а китарата на техния китарист е открадната. Тогава Фарин заема неговата позиция в групата и впоследствие става част от нея. Някои от песните им са: „Popeye“, „Spitz wie Lumpi“, „FDJ-Punx“, „Erwin“ и „Sodomie“.
След като Soilent Grün се разпада през 1982 г. Бела и Фарин решават да сформират нова група. През първите две години те най-вече свирят в клубове в родния си град Берлин. През 1983 г. печелят рок конкурс в Берлин и с парите от наградата записват дебютния си албум Uns geht's prima... („Справяме се страхотно...“). След това подписват договор с Columbia Records и те издават първия си LP Debil („Дебил“) през 1984 г. и втория – Im Schatten der Ärzte („В сянката на лекарите“) година по-късно. Im Schatten der Ärzte донася първия по-голям успех на групата и днес се счита за техния пробив в музиката. Този втори студиен албум е първият, който достига до предни позиции в немските музикални чартове.
За да преодалеят някои от финансовите си проблеми, die Ärzte участват през 1985 г. в игралния филм Richy Guitar, като Фарин, Бела и Сани са в ролята на музикален състав, търсещ пътя към славата и успеха.
Басистът Сани свири само в една песен от втория албум и след това пътищата им се разделят заради вътрешни противоречия: Фарин и Бела все по-често го упрекват, че не е достатъчно отдаден на музиката, а се интересува само от жените и парите, които печелят. След като Сани казва на Фарин, че Бела трябва да напусне групата, а тя се нуждае от него, сред членовете избухва голям скандал и в резултат Сани напуска състава. Той продава правата си над общата музикя на Фарин и Бела срещу сумата от 10 000 марки.

### 1986 – 1988: забрана и разпадане
1986 г. на пазара излиза и третият им студиен албум – „Die Ärzte“. В него Фарин за пръв път използва променени звуци на китарата си в повечето от песните като насочва звученето на групата в посока рок. Бас-секвенциите са изпълнявани от Манфред Прекер. За басист при изпълненията на живо е повикан Хаген Либлинг, познат и като Невероятния Хаген. Хаген свири бас за групата до нейното временно разпадане 1989 г., но въпреки това никога не става официален член на групата. На 27 януари 1987 г. албумът е забранен заради песента „Geschwisterliebe“ („Любов към брата/сестрата“). Също така на 10 юни 1987 г. навършилият три години техен дебютен албум „Debil“ също е забранен заради текстовете към песните „Claudia hat ’nen Schäferhund“ („Клаудия има немска овчарка“) и „Schlaflied“ („Приспивна песен“). Немският федерален център за опасни за младежта медии поставя песните им „Geschwisterliebe“, „Claudia hat 'nen Schäferhund“ и „Schlaflied“ в списъка за медии вредни за младите хора.
Това попречва на групата да представя песните на живо или да ги помести в двата албума и, по-важно, на магазините е забранено да излагат свободно записите на лавиците си. На концертите си групата заобикаля закона като свири само музиката, а публиката пее текста на песните. След няколко съдебни процеса срещу магазините, които все още свободно разпространяват записите, много от магазините напълно свалят Die Ärzte от каталозите си. В резултат на това се наблюдава спад на продажбите и финансови проблеми за групата. В отговор те пускат на пазара албума Ist das alles? („Това ли е всичко?“) с три нови песни, а също и компилацията Ab 18 („Само за възрастни“), съдържаща всички от забранените песни (по-горе) и няколко песни със спорни текстове на тема секс. За да не се продава компилацията на непълнолетни, на нея е отпечатан голям надпис Ab 18. Цялата компилация става част от списъка за вредни за младежта медии.
По същото време die Ärzte започват работа върху един редовен студиен албум. Немската версия на „Walk like an Egyptian“ от The Bangles става сингъл и често е пускана и по радиото. Записването на новия албум обаче е всичко друго освен успешно. Групата изглежда изнемогнала и пристига в студиото само с посредствени песни. В резултат на това пускат албум с преобладаващо стари песни – 7 от общо 9, заедно с немската версия на „Walk like an Egyptian“ – „Gehn wie ein Ägypter“. Така някои от не забранените песни от албумите „Debil“ и „Die Ärzte“ са поместени в новия албум подновени като ремикси или публикувани в други версии.
Продуцент на албума е Уве Хофман. Die Ärzte наричат албума подобаващо на компилацията – „Ist das alles? – 13 Höhepunkte mit den Ärzten“. Малко по-късно с оглед на недоволството от страна на публиката за „Ist das alles? – 13 Höhepunkte mit den Ärzten“ по време на екскурзия в Кипър Фарин и Бела решават да разпуснат групата.